# Otto Gebühr

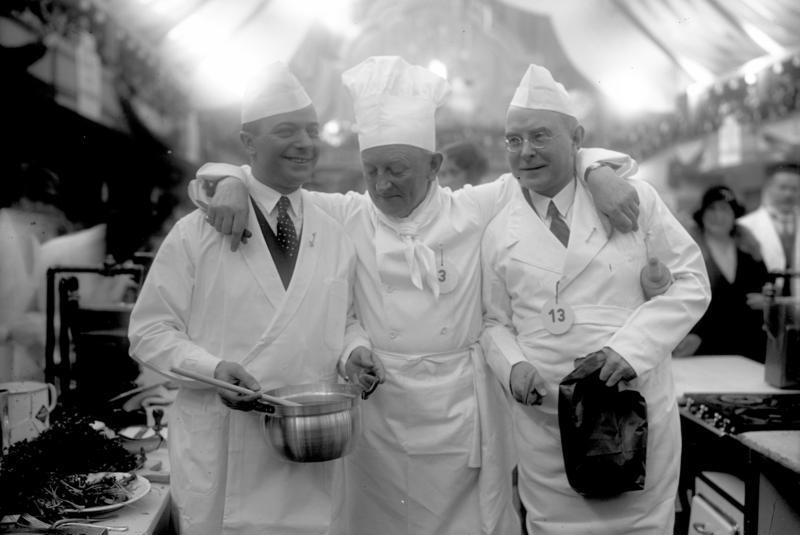
Otto Gebühr (centro), con Paul Heidemann (izq) y Wilhelm Bendow

Otto Gebühr (29 de mayo de 1877 - 13 de marzo de 1954) fue un actor teatral y cinematográfico alemán. Saltó a la fama gracias a su papel como el rey Federico II el Grande, al cual encarnó en doce películas entre 1920 y 1942. 

## Biografía
Nacido en Kettwig, Alemania, sus padres eran el comerciante Otto Gebühr y su esposa, Fanny Mathilde. Criado en Gummersbach, tras la muerte de su padre estudió en 1883 en Colonia, a partir de 1887 cursó estudios en un Realgymnasium, y desde 1890 se formó en el Friedrich-Wilhelm-Gymnasium de Colonia. Posteriormente completó estudios comerciales con la empresa mayorista de lanas M. Michels & Co. 
Desde 1896, Gebühr trabajó para la empresa Hergersberg & Co., en Berlín, a la vez que tomaba clases de actuación. Sus primeras interpretaciones las llevó a cabo como actor itinerante, hasta conseguir un puesto en el Teatro de Görlitz. Posteriormente, entre 1898 y 1908, trabajó en el Staatsschauspiel de Dresde y en el Teatro Lessing de Berlín. 
Durante la Primera Guerra Mundial se alistó voluntario, siendo licenciado en 1917 con el empleo de teniente. Posteriormente, y desde 1917 a 1919, actuó en el Deutsches Theater de Berlín bajo la dirección de Max Reinhardt. Al mismo tiempo empezó a trabajar en el cine, medio al cual llegó gracias a la ayuda de su colega, el actor Paul Wegener. 
Otto Gebühr consiguió el papel de su vida encarnando a Federico II el Grande, personaje al que interpretó en numerosas películas, la primera de ellas en 1919, Die Tänzerin Barberina. Al siguiente año inició el rodaje del film en cuatro partes Fridericus Rex, en el que se plasmaba la historia del Rey de Prusia. La serie fue fuertemente criticada por sus contemporáneos por apoyar una visión negativa de la democracia de la República de Weimar y el anhelo de un futuro líder. Este papel determinó su carrera como actor de cine, y en 1938, durante el Tercer Reich,  fue premiado con el título de Staatsschauspieler (actor del estado). Fue de nuevo Federico II en la épica película de propaganda Der große König (1942), dirigida por Veit Harlan y que fue galardonada con el título de "Film de la Nación". En el año 1944 Joseph Goebbels lo incluyó en la Gottbegnadeten-Liste (lista de elegidos) de los artistas imprescindibles y representativos del Reich.
Desde 1947 en adelante, Gebühr volvió a trabajar en el teatro, aunque hasta su muerte continuó interpretando películas, muchas de ellas del género Heimatfilm, y en varias ocasiones bajo la dirección de Veit Harlan. Gebühr se casó en 1910 con Cornelia Bertha Julius, con la que tuvo una hija, la actriz Hilde Gebühr (1910–1945). Desde 1942 a 1950 estuvo casado con otra actriz, Doris Krüger (1913–1950). De este matrimonio nació un hijo, el historiador Michael Gebühr (1942). 
Otto Gebühr falleció en Wiesbaden, Alemania, en 1954, a causa de un infarto agudo de miocardio, antes de completar el rodaje del film Rosen-Resli. Fue enterrado en el Cementerio Sophien-Friedhof III de Berlín. Ocho años después de su muerte se estrenó su última película, Die Blonde Frau des Maharadscha.

## Filmes de Otto Gebühr como Federico el Grande
- 1920: Die Tänzerin Barbarina, de Carl Boese
- 1921–23: Fridericus Rex, de Arzén von Cserépy

Parte 1 - Sturm und Drang
Parte 2 - Vater und Sohn
Parte 3 - Sanssouci
Parte 4 - Schicksalswende
- 1926: Die Mühle von Sans Souci, de Siegfried Philippi
- 1927: Der Alte Fritz
- 1930: Das Flötenkonzert von Sans-souci, de Gustav Ucicky
- 1932: Die Tänzerin von Sans Souci, de Friedrich Zelnik
- 1933: Der Choral von Leuthen, de Carl Froelich
- 1936. Heiteres und Ernstes um den großen König, de Phil Jutzi
- 1936: Fridericus, de Johannes Meyer
- 1937: Das schöne Fräulein Schragg, de Hans Deppe
- 1942: Der große König, de Veit Harlan

## Otras películas
| - 1917: Der Richter - 1917: Veilchen Nr. 4, de Conrad Wiene y Robert Wiene - 1918: Die Börsenkönigin - 1919: Verrat und Sühne, de Max Mack - 1919: Der Flimmerprinz, de Max Mack - 1919: Sündiges Blut, de Max Mack - 1920: Der Menschheit Anwalt, de Otto Rippert - 1920: Das Wüstengrab, de Karl Heiland - 1920: Drei Nächte, de Carl Boese - 1920: Whitechapel. Eine Kette von Perlen und Abenteuern, de Ewald André Dupont - 1920: Abend – Nacht – Morgen, de F. W. Murnau - 1920: El Golem, de Carl Boese y Paul Wegener - 1923: Wilhelm Tell, de Rudolf Dworsky y Rudolf Walther-Fein - 1924: Ich hatt' einen Kameraden, de Hans Behrendt - 1924: Neuland, de Hans Behrendt - 1925: Leidenschaft – Die Liebschaften der Hella von Gilsa, de Richard Eichberg - 1926: In Treue stark, de Heinrich Brandt - 1926: Die Sporckschen Jäger, de Holger-Madsen - 1927: Die heilige Lüge - 1928: Waterloo, de Karl Grune - 1930: Der Detektiv des Kaisers, de Carl Boese - 1931: Der Erlkönig, de Peter Paul Brauer y Marie-Louise Iribe - 1938: Nanon, de Herbert Maisch - 1938: Frauen für Golden Hill, de Erich Waschneck - 1939: Die barmherzige Lüge, de Werner Klingler - 1940: Casanova heiratet, de Viktor de Kowa - 1940: Bismarck, de Wolfgang Liebeneiner - 1941: Kopf hoch, Johannes!, de Viktor de Kowa | - 1942: Viel Lärm um Nixi, de Erich Engel - 1943: Nacht ohne Abschied, de Erich Waschneck - 1943: Wenn der junge Wein blüht, de Fritz Kirchhoff - 1943: Fritze Bollmann wollte angeln, de Volker von Collande - 1943: Immensee, de Veit Harlan - 1943: Die goldene Spinne, de Erich Engels - 1945: Der Erbförster, de Alois Johannes Lippl - 1947: … und über uns der Himmel, de Josef von Báky - 1949: Der Bagnosträfling, de Gustav Fröhlich - 1950: Drei Mädchen spinnen - 1950: Die Lüge, de Gustav Fröhlich - 1951: Dr. Holl, de Rolf Hansen - 1951: Grün ist die Heide, de Hans Deppe - 1951: Sensation in San Remo, de Georg Jacoby - 1951: Das ewige Spiel, de František Čáp - 1951: Wenn die Abendglocken läuten - 1952: Wenn abends die Heide träumt - 1952: Des Teufels Erbe, de Andrew Marton - 1952: Tausend rote Rosen blühn, de Alfred Braun - 1953: Rote Rosen, rote Lippen, roter Wein, de Paul Martin - 1953: Sterne über Colombo, de Veit Harlan - 1953: Vati macht Dummheiten, de Johannes Häussler - 1953: Meines Vaters Pferde, de Gerhard Lamprecht - 1953: Straßenserenade, de Werner Jacobs - 1953: Die Gefangene des Maharadschas, de Veit Harlan - 1953: Die blaue Stunde, de Veit Harlan - 1954: Der Mann meines Lebens, de Erich Engel - 1954: Sauerbruch – Das war mein Leben, de Rolf Hansen - 1954: Rosen-Resli, de Harald Reinl |